# فرط المغذيات

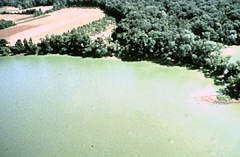
إغناء ماء نهر بوتوماك تظهر باللون الأخضر الساطع للماء والناجم عن زيادة وازدهار تجمعات الجراثيم الزرقاء.

فرط المغذيات(مرادفات) هي عملية زيادة المواد الغذائية في المياه بمركّبات تحتوي على الآزوت والفسفور في نظام بيئي ما سواء كان في الماء أو على اليابسة. مع ذلك، فإن هذا المصطلح يستخدم عادةً للدلالة على الزيادة الإنتاجية الأولية لنظام بيئي كالنمو المفرط وموت النباتات وتحللها، و كذلك الآثار اللاحقة لهذا كنقص الأكسجين في الماء والانخفاض الحاد في نوعية المياه وفي عدد الأسماك وعدد من الكائنات المائية. وهي عبارة عن تخصيب كتلة الماء بالمغذيات النباتية العضوية وغير العضوية ويحدث عادة في البحيرات وفي مجمعات المياه العذبة وعند بعض مصبات الأنهار والمياه الساحلية.

## المرادفات
مرادفات: الإغناء أو إغناء الماء أو التأجين أو التأجّن أو الأُجون أو التخثث التتريف أو زيادة المغذيات أو الإثراء الغذائي أو الإفعام أو التخمة بالعضويات

## وصف للظاهرة
يعتبر الإثراء الغذائي الطبيعي عملية تخصيبية بطيئة وهو جزء من التقدم في العمر وهي عملية مفيدة تتم من خلال زيادة الكتلة المائية، بينما يحدث الإثراء الغذائي الصناعي بعد تصريف المخلفات المنزلية الصناعية وبعد التصريف السطحي من الأراضي الزراعية المسمدة بالمخصبات الصناعية الفوسفاتية والنيتروجينية، وتؤدي التخصيبات المتسارعة الصناعية إلى تكون كتل الماء التي تتبع بانفجار لعشرات الكائنات العالقة، والطحالب الخيطية تؤدي إلى تأثيرات جانبية وخيمة. ويؤدي موت غطاء الطحالب السطحي وتحلله إلى إفساد الماء وجعل الأوساط المحيطة به غير مستحبه، كما تنمو فيها الطحالب الخضراء المزرقة المنتجة للسموم، وتشكل خطرًا إضافيًّا على الحيوانات.[بحاجة لمصدر]
الإثراء الغذائي مرتبط بازدهار الطحالب الضارة وتكرار النمو والتوزيع الجغرافي والبقاء في جميع أنحاء العالم، ولكن هذه الزيادة واضحة بشكل خاص في معظم أنحاء جنوب شرق آسيا، وفي وقت متزامن مصطلح الإثراء الغذائي يتطرق إلى ظاهرتين وهما:
- الزيادة المعتادة والطبيعية في المواد المغذية
- الزيادة الصناعية التي يقوم بها الإنسان للمواد المغذية

يتضمن الإثراء الغذائي زيادة في تركيز المواد المحفزة، واللازمة لنمو الطحلبيات بواسطة الاستخدام المتزايد للأسمدة.
ويعتبر إغناء الماء من ملوّثات المياه: وهي المواد التي يتمّ التخلّص منها بطريقة غير سليمة وغير صحيحة من المنشآت الصناعية، والمواد التي تُستخدم في العمليات الكيميائيّة، مثل: الرصاص، والزئبق، والكروم، بالإضافة إلى الجريان السطحيّ الذي يحتوي على مبيدات الآفات المستخدمة في المناطق الزراعيّة والمروج الخضراء، مثل: الكلوردان، والديلدرين، وسباعي الكلور، ومن الجدير بالذكر أنّ الجريان السطحيّ ينقل الرواسب الناتجة من تآكل التربة إلى المسطّحات المائية، ممّا يؤثّر على التوازن البيئيّ في الماء، ويؤدي إلى تعطيل دورة حياة الأسماك والكائنات المائية الأخرى.

## طالع أيضًا
- نترجة
- فسفرة
- تخثث / خث